# Headz : A Soundtrack Of Experimental Beathead Jams
Headz est une compilation du label anglais Mo' Wax sortie en 1994. Une seconde compilation, Headz 2 (en deux volumes) a vu le jour en 1996. Ces compilations présentent des artistes tels que DJ Shadow, Attica Blues, La Funk Mob ou Nightmares on Wax.